# Arma (seria)
Arma (nazwa stylizowana: ArmA) – seria taktycznych komputerowych gier akcji na komputery osobiste z elementami symulacji pola walki.
Gry te są strzelankami rozgrywanymi z perspektywy pierwszej lub trzeciej osoby, gdzie rozgrywka jest umiejscowiona podczas różnego typu konfliktów zbrojnych na dużych obszarach. Gry starają się odwzorować walkę na polu bitwy w realistyczny sposób.

## Seria gier

### Seria główna
- Arma: Armed Assault (2006)
  - Arma: Queen’s Gambit (2007)
- Arma 2 (2009)
  - Arma 2: Operation Arrowhead (2010)
- Arma: Cold War Assault (2011)
- Arma 3 (2013)

### Spin-offy
- Arma 2: Firing Range (2011)
- Arma Tactics (2013)
- Arma Reforger (2022)